# ラブリー・チャペル
ラブリー・チャペルは、香川県にあったキリスト教の教会である。
1988年（昭和63年）に八巻正治牧師により設立された。

## 特徴
福祉問題を専門とする教会であり、身体や精神に障害を有する信者がいた。また八巻が社会福祉の教授であることもあり信者の多くは学生及び医療・福祉関係者だった。
教会でのメッセージは常に「肯定的・前向き」なトーンで、その内容が構成されていた。そして牧会者である八巻は信者に対しては、いつも健全な「自己愛」「自己像」「自己尊重」「自己実現」を保ち続けることができるように配慮していた。妻・益恵（旧姓・服部）も教会伝道者として布教活動を行っていた。
札幌キリスト福音館牧師の三橋萬利は「著者自らが牧会している『ラブリー・チャペル』は、その豊富な経験と、鋭い学究の論理と信仰の行動に基づくものであって、特異なキリスト教会として我が国キリスト教会の中で、その存在は大きいと思うのです。」とラブリー・チャペルのありようについて高く評価している。
ラブリー・チャペルでは礼拝中に献金を集める方式はとっておらず、献金箱は講壇の上に置いてあり、礼拝開始前にまず自らが神様に捧げる意味で、各自が示された献金を自由に捻出することになっていた、したがって個々人に関する献金額の詳細は誰一人知ることがなかった。しかし信者には献金の重要性を八巻がことあるごとに伝えており、毎月かなりの献金がされていた。その上に牧会者である八巻に対する謝礼も一切、支払われなかったために毎月の献金は余裕をもって使うことができた。
また教会は借家の一軒家だったため設備面で不都合を感じることもあり、障害を有する信者への配慮として玄関前のスロープの設置、床はすべてカーペットを敷き、場所によっては厚いスポンジマットを敷いたりして、車いすを利用する信者が這って快適に移動できるよう設定されていた。トイレも同様にスポンジのマットを敷いていた。
教会への送迎に関してもラブリー・チャペルではタクシー会社と連携し、タクシーを用いての送迎サービスを行っていた。送迎に関する費用は全額ラブリー・チャペルが負担していた。しかも、この送迎システムは教会の信者、全員が利用することができた。これについて八巻は「そうすることによって、機能的に常時送迎が必要な人が『自分だけいつも使わせてもらって申し訳ない…』との余分な気を使うことがことが少なくなるからです。」と述べている。
ラブリー・チャペルでは地域の教会と協力し合って、月に一度「一致祈祷会」を実施していた。そしてその祈祷会に最初から熱心に参加していたのがカトリック教会であった。「一致祈祷会」には毎月、カトリック教会の神父と複数のシスター、そして信徒が出席していた。八巻は、これに関してカトリック教会との「この数年間の交わりの中で、実に大きな学びをさせてもらっています。」と記している。
八巻は牧師としての基本的な役割について「リーダー」（指導者）的な存在ではなく、あくまでも神様と信者の間を「主イエス様からのお知恵をいただきつつ『調整』させていただくところの『コーディネーター』的存在であると考えています。」と述べている。また「礼拝の中心はあくまでも神様であり、礼拝のプログラムの全てがそうした形で整えられていなければなりません。」続けて「ゆめゆめメッセージを語るものが中心となるような礼拝プログラムであってはなりません。」と鋭く指摘している。ここで八巻が述べていることは現実のラブリー・チャペルで徹底され、この方針の基で運営されていた。

### 牧会者としてのカウンセリング活動
ラブリー・チャペルには若い女性信者が多くいて結婚問題に関するカウンセリングを行っていた。信者には学生もいたため自宅で交わる機会も良くあり、精神的な問題を抱えた学生と生活を共にしたこともあった。教会学校の子どもの中には発達の遅れを有する子どももいたため、その家庭の負担を軽減する意味でも、その子を定期的に自宅に宿泊させたりもしていた。また福祉や教育の仕事に就いている信者も多くいたためにスーパーバイザーとして、そういう人たちへの仕事上の専門的なアドバイスを与えていた。これらについて八巻は「社会福祉を専門とする牧会者としての私にとっては重要な役割のひとつです。」と述べている。

### 福音宣教
宣教活動の中で「聖霊様のお働きを人間的な知恵をもって妨げない限りにおいて＜聖霊様がわれわれの内で自由に働くことが出来るように配慮したとき＞そこにすばらしい神様の業が具体的に為されるのです。そのことは、大学に職を持つ私にとっては実に刺激的なことでした。すなわち、いくら大学で熱を込めて学問の真理を語ったにせよ、感涙を流してまでその人の生き方がダイナミックに変化することはありません（あくまでも私の教師としての力量からとらえると、ですが）。しかしそれまで虚無的な生き方をしていた学生が神様からの愛をいただいた瞬間、『これが、かつてのあの学生か！』と思えるほどの鮮やかな変化を見せるのです。そうしたケースに実際に私はこれまでいくつも出合ってきたのです。」と記している。
実例としては、八巻の指導した学生の中に弱視の女子学生がいた。この学生は最初に八巻が福音を語った時には受け入れることを拒否していたが、八巻の情熱あふれる宣教の結果、一年ほど経ってからラブリーチャペルに通うようになった。そうして最後には熱心なキリスト教徒になり大学を卒業した。また、その彼女と親しかった別の女子学生は、当初は弱視の女子学生よりも福音に対して拒否的であった。しかし、その女子学生も一年後には洗礼を受け入れた。この女子学生は卒業後に離島に就職したが、離島にはキリスト教会があるにもかかわらず船にのって何時間もかけて八巻の主宰するラブリー・チャペルに通っていた。それ以外にも別の女子学生は八巻が「福音を語ると笑い出してしまったもの」だったが、その彼女も最後には洗礼を受け、ラブリー・チャペルのすぐ近くに住み信仰に励みだした。これらの輝かしい宣教について八巻は「教師は学生の幸せを心から願います。これはごくあたり前のことです。そのためには『神様の御言葉を伝えること』すなわち＜福音の種をまくこと＞である、と私は単純に考えております。毎日、学生のために祈ってもいます。」と述べている。
次のような特筆すべき宣教ケースもあった。八巻の指導学生であった姉妹がいた。当時その姉妹は、姉妹のうちの一人と将来を約束した男性を信仰に導こうと苦慮していて、その結果なんとか彼をラブリー・チャペルに連れてくることまでは成功した。しかし彼は礼拝の後に牧師である八巻に対して「先生、わかりました。ですからこれからは来ません！」と、このように言い放ち拒絶してしまった。その後も姉妹は懸命に彼を導こうとしたがなかなか上手くいかずに半ば諦めかかっている状態にもなった。そして姉妹の一人は「先生、わたしたちの方が彼の信じている思想の方へ引き寄させられそうです。」と情けなく八巻に対して語りだすようになってしまったのであった。そこで八巻は牧師として毅然と彼女に対して「あなたは彼を導くために、大地を叩いて涙の祈りをしたことがあるのか？」と叱りながら問うたのであった。その甲斐があってまじめな姉妹は、やがて本当に八巻の期待するような必死の祈りを始めだした。そうして卒業直前の最後の礼拝の時にはラブリー・チャペルで毎週為されている「按手の祈り」、そこにおいて姉妹二人が共に手を取りあって涙を流しながら懸命に祈りあっている姿があったのだった。その光景を八巻は「今でも決して忘れることができません。」と感動的に記している。それから二年後、祝福のうちに結婚式を迎えることになり、しかもその男性は結婚式の直前には洗礼を受けるまでに至っていたのである。その上に結婚式の最後のあいさつで、なんと「これからは神様を中心とした家庭を築きます。」と参列者の前で感謝の言葉までも述べたのだった。そこには神様に祝福された実に素晴らしい結婚の姿があった。このようなドラマティックなまでの宣教における福音的な勝利は、信仰に対してまことに情熱あふれる八巻と八巻が主宰するラブリー・チャペルの賜物のひとつであった。
その結果、八巻が大学で教授をしていたこともあり八巻のゼミで指導した学生たちの約半数近くがキリスト教の信仰を持つに至った。それについて八巻は「幸い四国学院大学はクリスチャンカレッジですので、大学での仕事と教会の仕事が重なり合っており、とても感謝しています。そんなわけで、もう本当に七日間、毎日のように学生たちと顔を合わせています。また、そうした教え子の中で県内に留まった者の場合は、卒業しても毎週教会で私のメッセージを聴き、顔を合わせているような状態です。」と感謝の念を込めて述べている。

## 逸話
牧師生活を八巻は「妻は大学の通信教育で学び、私は大学での仕事を抱えながらの牧会活動です。加えて弟の養育です。『今日は何をしようか？』などといったゆとりは一日たりともないような生活です。しかし何とも言えないような充実感があるのです。喜びがあるのです。」と述べている。
八巻と妻・益恵はキリスト教の布教活動を懸命に行っていたにもかかわらず信仰に理解のない学生により次のような悲嘆にくれる妨害を受けたことを記している。「牧師活動を行ったことでしかし時には心ない学生から赤ペンで『八巻は教会に行くことを強制している！』などといった悲しい手紙が妻に届いたことさえありました。また研究室のドアに張ってある教会案内が傷つけられたこともあります。そうした迫害にも近い悲しい出来事はいっぱいあります。」